# Battaglia di Parma (XIII secolo)
La battaglia di Parma fu uno scontro verificatosi il 18 febbraio 1248 tra i Guelfi e l'imperatore Federico II di Svevia, in seguito al quale ebbe fine l'assedio di Parma, che durava dal luglio 1247.

L'Imperatore, battuto da una sortita nemica del 18 febbraio che distrusse il suo accampamento chiamato «Victoria», fu costretto a ridimensionare notevolmente il suo sogno di annettere l'intera Italia al Regno di Sicilia.

## Premesse
La città di Parma era da tempo favorevole alla causa ghibellina, come dimostra il palazzo Imperiale dell'Arena, fatto erigere da Federico II di Svevia, ma era ambita anche dai guelfi, che in lei vedevano una fiorente città situata in una posizione chiave della Via Francigena.

Un punto di svolta si ebbe il 25 giugno 1243 con la nomina a Papa di Innocenzo IV, che nella città aveva numerose amicizie e vi aveva ricoperto cariche importanti nella diocesi. Il nuovo capo della Chiesa cattolica iniziò dunque a pianificare l'entrata di Parma nella sfera d'influenza dello Stato Pontificio, sostituendo il vescovo con Alberto Sanvitale, a lui più fedele, e ordinò ai francescani di convincere la popolazione della validità delle sue azioni.
I già deboli rapporti tra Federico II e il Papa presero una brutta piega e, a peggiorare ulteriormente la situazione concorse anche un gruppo di Guelfi, tra cui Ugo Sanvitale (fratello del nuovo vescovo di Parma) e Bernardo di Rolando Rossi (cognato del Papa ed ex collaboratore di Federico), che con Giberto da Gente e capeggiati da Gregorio da Montelongo, futuro patriarca di Aquileia, con circa 70 uomini occupò Parma con un colpo di mano..
 
L'imperatore venne a sapere della rivolta di Parma mentre si trovava a Pavia. Immediatamente riunì un esercito, marciò verso la città dell'Emilia, scacciò Rolando Rossi e vi mise a capo Tebaldo Franceschi. Le dimore di costoro, com'era consuetudine all'epoca, vennero smantellate.
Innocenzo IV tuttavia proseguì la sua opera di istigazione all'odio di Federico sia in Lombardia che nel Regno di Sicilia, inviando lettere destinate al popolo, al clero e alla nobiltà. Sulla scia di queste dichiarazioni, alcuni nobili, tra cui i Sanseverino e tre Fasanella, ordirono un complotto contro l'Imperatore nel 1244: traditi da uno di loro, molti vennero imprigionati e uccisi, alcuni invece fuggirono cercando la protezione del Papa, che nel frattempo si era ritirato a Lione, più lontana rispetto a Roma dagli eserciti imperiali. Nella nuova città Innocenzo IV indisse nel 1245 il Concilio di Lione I, dove si decise di confermare la scomunica dell'Imperatore, proclamata il 29 settembre 1227 da Papa Gregorio IX.

## Storia
Essendo ormai chiara l'intercessione papale nel complotto, Federico scrisse a tutti i nobili per informarli della viltà del suo nemico, e si mise in viaggio con il suo esercito verso Lione, nel 1247. 
I cavalieri parmigiani guelfi, precedentemente esiliati e banditi da Parma, avevano trovato rifugio a Piacenza. Da quella città, approfittando della lontananza dell'imperatore, che si trovava a Torino e di re Enzo, impegnato nell'assedio di Quinzano, marciarono verso Parma, sostando a Noceto dove Ugo da Sanvitale fu eletto quale loro capitano e vessillifero. I ghibellini parmigiani uscirono dalla città e si scontrarono con i cavalieri guelfi prima presso Borghetto (oggi una frazione 6 km ad ovest di Noceto) poi sui ghiaioni del Taro ma furono sconfitti. Nello scontro rimase ucciso Enrico Testa d'Arezzo, podestà ghibellino di Parma, Ugo Mangiarotti, Manfredo Cornazzani, fu ferito Bartolo Tavernieri e costretto a rifugiarsi a Costamezzana, poco più a sud di Borghetto. Salimbene ritiene che la vittoria dei guelfi fu agevolata dall'ubriachezza e dal troppo cibo consumato dai soldati ghibellini durante il banchetto offerto da Bartolo Tavernieri per il matrimonio di sua figlia con un nobile bresciano, che si svolse poco prima della battaglia. 
Apprendendo della sconfitta, molti nobili parmigiani preferirono abbandonare la difesa della città per rifugiarsi nei loro castelli del contado, avendo paura di perderli. La guarnigione di mercenari tedeschi e le guardie che presidiavano il Palazzo del Podestà, temendo per la propria vita e non avendo il supporto del popolo, che sembrava non parteggiare né per l'una né per l'altra fazione, decisero allora di arrendersi senza opporre resistenza. Il 15 giugno 1247 i vincitori entrarono in città ed espulsero coloro che erano rimasti fedeli all'imperatore e il giorno successivo elessero Gherardo da Correggio quale nuovo podestà. Il 17 giugno inviarono un'ambasceria con a capo Armanno Scotti presso Reggio per domandare la liberazione dei prigionieri parmigiani detenuti in città ma il podestà Buoso si rifiutò di ottemperare alle loro richieste.

### Assedio
Quando Federico II apprese della caduta di Parma, abbandonò i suoi propositi su Lione e decise di dirottare il suo esercito da Torino verso la città emiliana per assediarla, chiedendo al tempo stesso rinforzi ad altre signorie a lui amiche. Enzo di Sardegna parimenti tolse l'assedio da Quinzano, raggiunse Cremona, dove al suo esercito si unirono i fedeli cremonesi, trainanti il loro carroccio, infine mosse verso Parma a tappe forzate, marciando anche di notte. Giunto nella campagna parmigiana, si accampò il 2 luglio tra l'Abbazia di Fontevivo e i terreni acquitrinosi formati dal Taro morto, un ruscello che si staccava dal Taro, circa 12 chilometri a ovest di Parma.
Il Papa, dal canto suo, si adoperò per far inviare aiuti da parte delle città a lui fedeli di Milano, Piacenza, Mantova e Ferrara. 
Mentre Enzo attendeva rinforzi, Rizzardo da San Bonifacio, conte di Verona, giunse per primo in aiuto dei parmigiani e per questo fu ricompensato permettendogli di alloggiare al palazzo imperiale che si trovava presso l'Arena, nel luogo oggi occupato dal Convitto Maria Luigia. I veronesi al suo comando si occuparono della difesa della parte orientale della città, verso Reggio. La Repubblica di Genova invió ai milanesi 300 balestrieri ed altrettanti tra i migliori combattenti di cui disponeva. Il giorno dopo giunsero 300 cavalieri piacentini che presidiarono i ghiaioni del torrente Parma a nord della città. Due giorni dopo i piacentini, arrivarono 600-1 000 cavalieri milanesi guidati dal legato apostolico in Lombardia, Gregorio da Montelongo e da Bernardo di Rolando Rossi. I milanesi si disposero a guardia dei ghiaioni a sud della città mentre il legato papale e i parmigiani si appostarono sulla via Emilia fuori città, verso Fidenza, dove edificarono un accampamento munito di palizzata e protetto da un fossato. Ultimi giunsero i mantovani dopo aver dato alle fiamme Casalmaggiore.
L'imperatore, giunto nei pressi di Parma, dal momento che era intenzionato a porre assedio alla città, costruì un grande accampamento fortificato in località Grola, chiamandolo col nome augurale di Victoria. Al suo interno fece custodire il tesoro imperiale, edificare case, palazzi, una chiesa dedicata a S.Vittorio e una zecca le cui monete vennero chiamate "vittorini". Federico dichiarò che quella sarebbe diventata una nuova città del suo regno dopo aver raso al suolo Parma. L'espediente non riscosse completo successo, ed alcuni nobili si ritirarono nelle città di provenienza. Successivamente le truppe di Enzo di Sardegna si trasferirono in quel campo.
Federico inviò numerosi messi nelle principali città dell'Italia settentrionale rimaste a lui fedeli affinché inviassero truppe in suo aiuto. Il primo ad arrivare fu un contingente di pavesi guidati dal parmigiano Ugo Botteri, podestà di Pavia e nipote di Innocenzo IV. Secondo arrivò il temuto Ezzelino III da Romano con soldati dalla Marca Trevigiana, seguirono i reggiani e i modenesi, quindi bergamaschi, veronesi, vicentini, padovani, nonché milizie da altre città lombarde e toscane. Non mancarono borgognoni, calabresi, siciliani, pugliesi, lucani e campani. Eppure, malgrado l'esercito imperiale fosse di gran lunga più numeroso di quello guelfo, riusciva a malapena ad assediare la parte occidentale della città.
Nei primi giorni d'assedio Federico fece confinare in una parte di Vittoria i soldati anconetani, altri furono impiccati a tradimento fuori dalle mura di Cremona, altri ancora riuscirono a disertare ed entrare a Parma. L'imperatore temeva infatti che in sua assenza, gli anconetani avrebbero potuto ribellarsi facendogli perdere il controllo sulla Marca d'Ancona. Furono giustiziati anche alcuni parmigiani, sospettati di tradimento, tra cui l'intimo amico Gerardo da Canale.
Arcieri, balestrieri e frombolieri di ciascuna delle due parti, usciti dai rispettivi accampamenti, si affrontavano quasi quotidianamente con alterne vicende. Numerose e particolarmente distruttive le operazioni di rapina nella diocesi di Parma e di Reggio tanto che i pochi contadini che ancora lavoravano nei campi dovettero essere protetti da guardie armate per evitare il rapimento o l'assassinio. Ci furono anche alcuni tentativi di assalto delle mura da parte delle truppe imperiali che però non ebbero esito favorevole. L'abbandono delle campagne e l'assenza di bestiame portarono branchi di lupi ad attaccare i villici, spingendosi fino alle soglie dei piccoli borghi parmigiani.
Dal momento che gli imperiali contavano di prendere Parma per fame e l'assedio si protraeva ormai da mesi, Federico ordinò a Reggio e a Modena di catturare, incarcerare e condurre a Vittoria le rispettive guarnigioni che i parmigiani avevano inviato in quelle città prima di tradire l'imperatore. Fece poi decapitare 3-4 di loro ogni giorno, in particolare dopo aver perso scontri di poco conto, senza però sortire alcun effetto. Le esecuzioni avvenivano presso Biduzzano, non lontano dalle mura, in un luogo oggi corrispondente alla foce del Baganza nel Parma.

### Battaglia
Il 18 febbraio 1248 Gregorio da Montelongo aveva previsto di compiere un'azione offensiva per spezzare l'assedio. Fu attuata una falsa sortita per attirare il grosso dell'esercito imperiale, comandato da  Enzo di Svevia, lontano dalla città, dove ebbero luogo una serie di scontri caratterizzati da rapidi interventi della cavalleria e buon coordinamento delle truppe di fanteria guelfa che si svolsero su un fronte di circa 20 km, dalle rive meridionali del Po sino a Parma. I guelfi durante la battaglia fecero 1 500-2 000 morti e 3 000 prigionieri e si impadronirono di alcune macchine d'assedio. Il resto dell'esercito guelfo, insieme al popolo parmigiano, mosse in direzione di Vittoria che venne saccheggiata e distrutta facilmente, essendo ancora poco più che un accampamento fortificato e difesa da pochi uomini al comando di Taddeo da Sessa a cui vennero tagliate le mani per poi essere incarcerato; morì due giorni dopo. I parmigiani si impadronirono del tesoro, delle vesti e della corona imperiale, delle salmerie, delle vettovaglie, della biblioteca.. I milanesi catturarono il Carroccio, chiamato "Berta", portandolo in trionfo nel Battistero. Ogniqualvolta si recavano a visitarlo, strappavano un lembo delle tappezzerie e lo portavano con sé per ricordare la vittoria e in scherno ai cremonesi, tanto che col tempo rimase solo il carro. Metà del tesoro imperiale restò ai parmigiani, il resto al Comune. La corona imperiale fu conservata nel Duomo di Parma ad eterna ignominia dell'imperatore mentre le sue armi e altri oggetti personali furono donati a Gregorio da Montelongo.
L'imperatore, che secondo fra' Salimbene de Adam in quel momento era impegnato in una caccia con falcone nella valle del Taro, riuscì a rifugiarsi a Borgo San Donnino, da dove poi raggiunse la fedele Cremona.. I sogni dell'imperatore di conquistare l'Italia settentrionale erano caduti per sempre in rovina.

## Conseguenze
Dopo la sconfitta di Parma Federico II non riuscì più ad imporsi contro la Lega Lombarda, che anzi recuperò parte dei territori persi. Il Marchesato del Monferrato continuava ad essergli ostile, così come i genovesi, e persino Ezzelino III, pur rimanendo fedele alla causa ghibellina, scacciò il governatore imperiale da Monselice. Anche l'Emilia-Romagna passò interamente in mano guelfa, e in Toscana scoppiarono alcuni moti di ribellione. Nel marzo del 1248, il podestà di Parma Bernardo de' Rossi morì a Collecchio per una caduta da cavallo provocata da un inseguimento da parte di truppe imperiali.